# Cardboard Computer
Cardboard Computer est un studio indépendant de développement de jeu vidéo. Fondé en 2010 par Jake Elliott puis rejoint par Tamas Kemenczy et Ben Babbitt, Cardboard Computer est essentiellement reconnu pour le jeu Kentucky Route Zero, un projet épisodique qui les occupera de 2010 à 2020.

## Ludographie
- 2010 : Hummingbird Mind
- 2010 : A House in California
- 2011 : Balloon Diaspora
- 2011 : Ruins
- 2013–2020 : Kentucky Route Zero

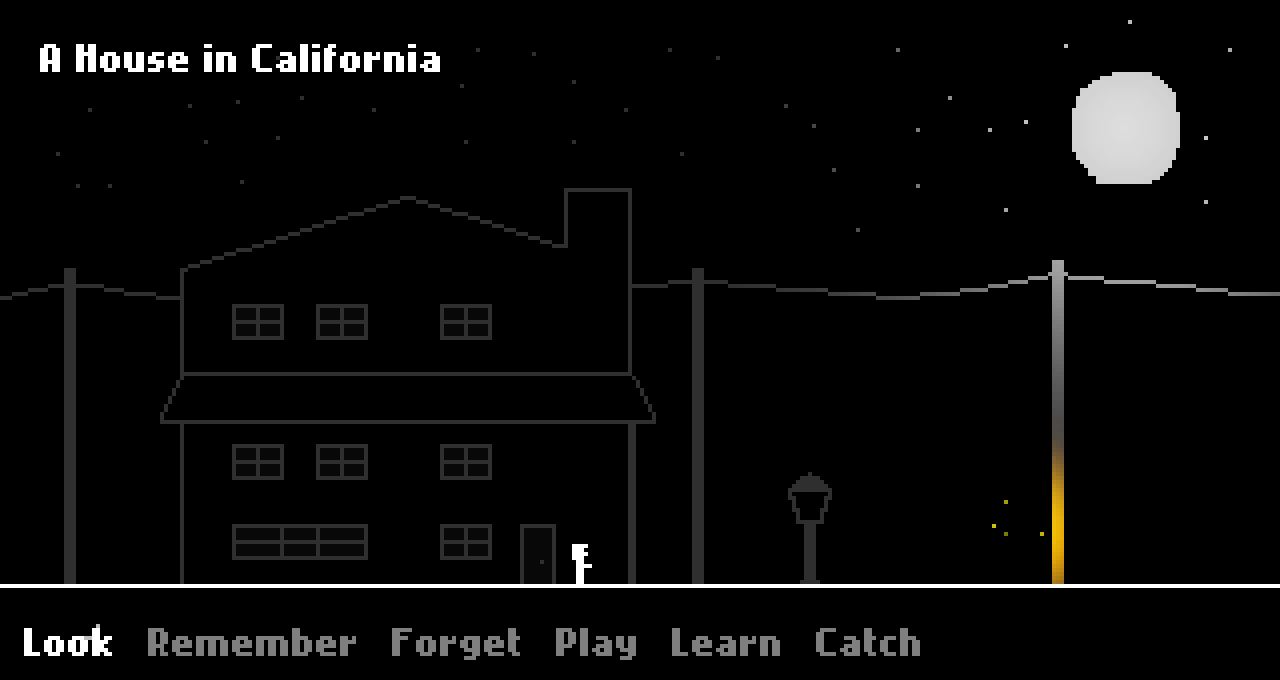
Capture d’écran de A House in California

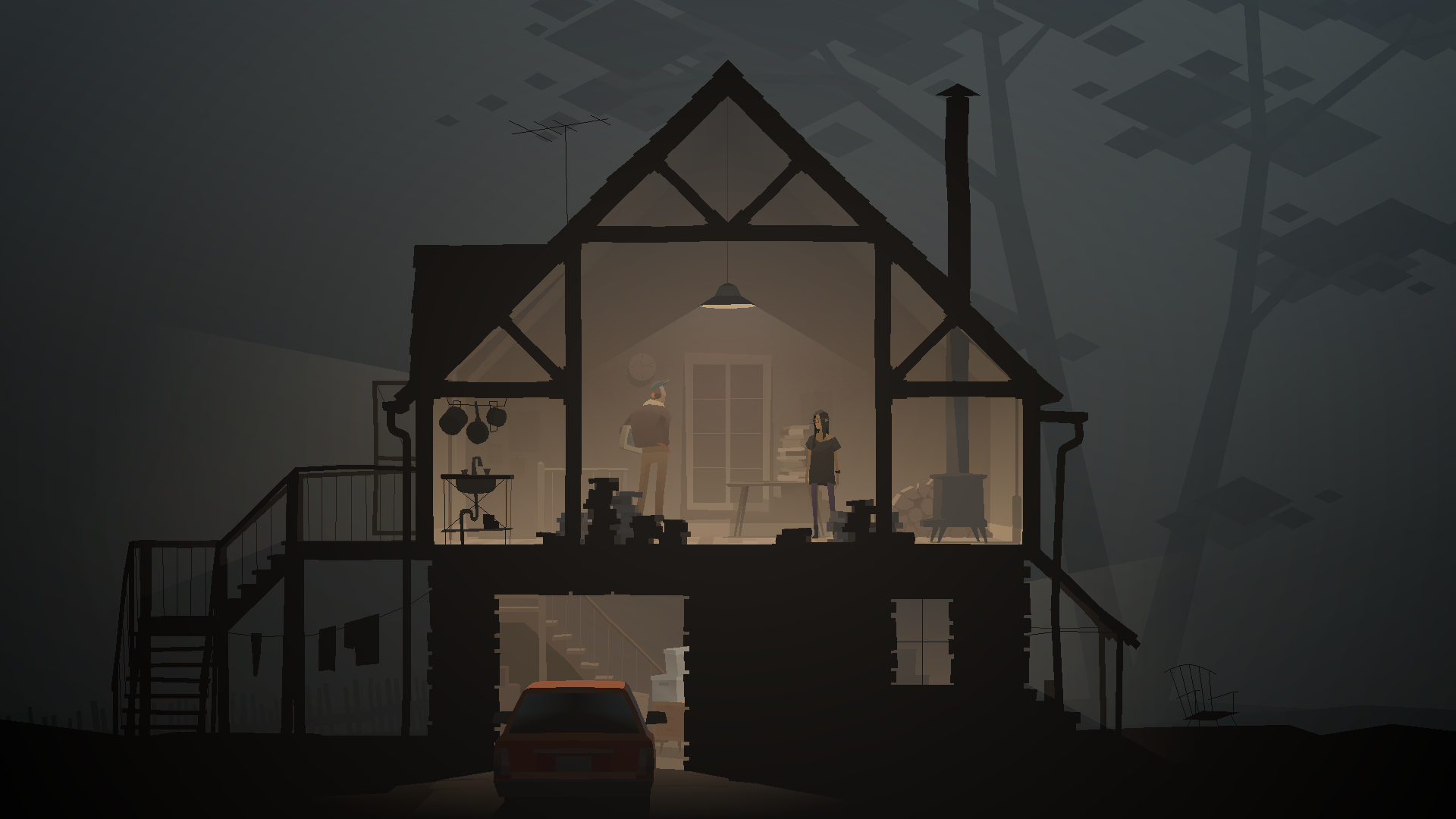
Capture d’écran de Kentucky Route Zero

- 2016 : Neighbor, au sein de la Triennale Game Collection

## Historique

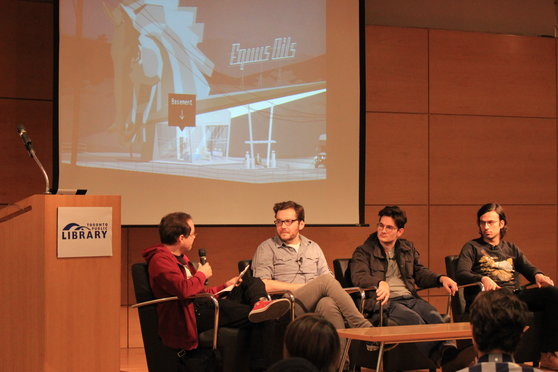
Jake Elliott, Tamas Kemenczy et Ben Babbitt au micro de Miguel Sternberg à la bibliothèque de recherche de Toronto

Jake Elliott, Tamas Kemenczy et Ben Babbit se rencontrent à l’École de l'Art Institute of Chicago,. Les deux premiers ont des précédents dans l’art contemporain, la musique bruitiste ou encore l’art performance, notamment au sein du collectif Critical Artware, qui s’intéresse aux connexions entre l'art vidéo et l’art logiciel. Concernant le jeu vidéo, les deux développeurs avaient précédemment travaillé ensemble aux côtés de Jon Cates sur le jeu Sidequest,, sorte de biographie surréaliste de William Crowther « à mi-chemin entre [Colossal Cave Adventure] et Dans la peau de John Malkovich ». Le jeu revisitait Colossal Cave Adventure, considéré comme le premier jeu d'aventure, le remixant avec des références à Arpanet, au Stanford AI Lab (en), et aux théories de la Terre creuse,.
En 2010, Jake Elliott démarre Cardboard Computer. Il réalise initialement plusieurs jeux courts : Hummingbird Mind, A House in California (sélectionné à l’Independent Games Festival), Balloon Diaspora et Ruins.
Il est rejoint par Tamas Kemenczy, avec qui il annonce le 7 janvier 2011 le développement d’un nouveau jeu épisodique : Kentucky Route Zero, « un jeu d’aventure réaliste magique à propos d’une autoroute secrète dans le Kentucky et des mystérieuses personnes qui y circulent ». Jake Elliott écrit les textes, Tamas Kemenczy s’occupe des graphismes et de la direction artistique, les deux se partageant la conception et le développement. Ils sont réunis avec le compositeur et musicien Ben Babbit, qui se charge d’abord la bande originale, puis de l’ensemble du design sonore. Le premier épisode de Kentucky Route Zero est publié le 7 janvier 2013. Sept ans plus tard, après trois autres épisodes et de multiples intermèdes, le cinquième et dernier épisode parait le 28 janvier 2020.
En 2016, Cardboard Computer sont invités à réaliser Neighbor, un segment de la première Triennale Game Collection, une anthologie de jeux artistiques pour la 21e Triennale de Milan.
Cardboard Computer déménagent quelques mois à Milan durant 2018–2019 comme enseignants à l’Université libre des langues et de la communication : Jake Elliott y enseigne l’écriture de jeu vidéo, Tamas Kemenczy l’art visuel appliqué aux jeux, et Ben Babbit intervient sur le design sonore.
En septembre 2018, Cardboard Computer ouvrent un compte Patreon afin de financer leurs projets et de partager leur travail présent et futur,.